# Radovan
Radovan je moško osebno ime.

## Izvor imena
Ime Radovan je slovansko ime, ki je s pripono -van izpeljano iz imena Rado.

## Pogostost imena
Po podatkih Statističnega urada Republike Slovenije je bilo na dan 31. decembra 2007 v Sloveniji 873 oseb z imenom Radovan.

## Osebni praznik
V koledarju je Radovan uvrščen k imenu Hilarij, ki god praznuje: 13. januarja, 28. februarja ali 16. marca.

## Znane osebe
- Radovan Andrejčič, slovenski ekonomist
- Radovan Brenčič, slovenski gledališčnik
- Radovan Cunja, slovenski arheolog
- Radovan Cvetko, slovenski kirurg
- Radovan Čok, slovenski fotograf in snemalec
- Radovan Gobec, slovenski skladatelj in zborovodja
- Radovan Jenko, slovenski oblikovalec
- Radovan Karadžić, srbski politik in vojni zločinec
- Radovan Komel, slovenski biokemik in molekularni genetik
- Radovan Kozmos, slovenski RTV napovedovalec, novinar in publicist o vesolju
- Radovan Pulko, slovenski zgodovinar
- Radovan Stanislav Pejovnik, slovenski kemik, publicist in rektor
- Radovan Škerjanc, slovenski muzikolog
- Radovan Tavzes (st./ml.), slovenska fizika ...
- Radovan Žerjav, slovenski gospodarstvenik in politik (Minister za promet)

## Zanimivost
Ime Radovan na srbskem jezikovnem področju pomeni blago cara Radovana, to je »bajen zaklad, ki ga vsi iščejo, a ga nihče ne more najti; nedosegljivo, bajno bogastvo«.